# Liste der Flughäfen im Senegal
Die Liste der Flughäfen im Senegal zeigt die zivilen Flughäfen des westafrikanischen Staates Senegal, alphabetisch nach Orten aufgelistet.
| Ort           | ICAO-Code | IATA-Code | Name des Flughafens           |
| ------------- | --------- | --------- | ----------------------------- |
| Bakel         | GOTB      | BXE       | Flugplatz Bakel               |
| Cap Skirring  | GOGS      | CSK       | Flughafen Cap Skirring        |
| Dakar (Diass) | GOBD      | DSS       | Flughafen Dakar-Blaise Diagne |
| Kaolack       | GOOK      | KLC       | Flugplatz Kaolack             |
| Kédougou      | GOTK      | KGG       | Flugplatz Kédougou            |
| Kolda         | GOGK      | KDA       | Flugplatz Kolda               |
| Matam         | GOSM      | MAX       | Flugplatz Matam               |
| Podor         | GOSP      | POD       | Flugplatz Podor               |
| Richard Toll  | GOSR      | RDT       | Flugplatz Richard Toll        |
| Saint-Louis   | GOSS      | XLS       | Flughafen Saint-Louis         |
| Simenti       | GOTS      | SMY       | Flugplatz Simenti             |
| Tambacounda   | GOTT      | TUD       | Flughafen Tambacounda         |
| Ziguinchor    | GOGG      | ZIG       | Flughafen Ziguinchor          |

Ehemaliger internationaler Flughafen
- Flughafen Dakar-Yoff-Léopold Sédar Senghor (GODY/DKR), seit 7. Dezember 2017 nur noch militärisch genutzt.